# Hexatoma fulvomedia
Hexatoma fulvomedia là một loài ruồi trong họ Limoniidae. Chúng phân bố ở miền Tân bắc.